# Agis Sideras
Agis Sideras (* 21. Juli 1974 in Göttingen) ist ein deutsch-griechischer Literaturwissenschaftler und Übersetzer. 
Sideras, der Sohn des Byzantisten Alexander Sideras und der Neogräzistin Paraskevi Sidera-Lytra, studierte in Heidelberg Germanistik, Philosophie und Klassische Philologie und promovierte mit einer Studie über die Poetologien von Paul Celan und Gottfried Benn. 2007 gewann er zusammen mit seiner Mutter den Griechischen Staatspreis für literarische Übersetzung (für eine kommentierte Übersetzung zweier Erzählungen von Georgios Vizyinos).
Sideras veröffentlichte zahlreiche Artikel in deutschen und griechischen Medien. Außerdem engagiert er sich für das Werk des griechischen Autors Alexandros Kotzias.  

## Werke (Auswahl)
- Paul Celan und Gottfried Benn. Zwei Poetologien nach 1945. Königshausen & Neumann, Würzburg 2005.
- Alexandros Kotzias. Der ignorierte Meister griechischer Prosa, in: Göttinger Beiträge zur Byzantinischen und Neugriechischen Philologie, Heft 6/7 (2006/07).
- Spaziergang durch das alte Athen. Vorwort. Verlag der Griechenland Zeitung, Athen 2010.
- Jannis Ritsos heute, in: εξάντας, Heft Nr. 23, Dezember 2015.
- Adolf Ellissens Begegnung mit dem neugriechischen Staat und seine Rolle als Vermittler neugriechischer Kultur, in: Online-Compendium der deutsch-griechischen Verflechtungen, 2020.